# Institut national du service public
L'Institut national du service public (INSP), créé le 1er janvier 2022 pour remplacer l'École nationale d'administration (ENA), est une grande école d'application française chargée d'assurer la sélection et la formation des hauts fonctionnaires de l'État, rassemblés dans le corps unique des administrateurs de l'État.

## Origine
Après l'école d'administration en son temps, l'ENA concentre de nombreuses critiques et la question de sa suppression est régulièrement posée depuis les années 1970.
Le président Emmanuel Macron, ancien de l’ENA dans la promotion Léopold-Sédar-Senghor (2002-2004), prend la décision formelle de la supprimer en 2019, en dépit de l'opposition du Premier ministre Édouard Philippe et du directeur de cabinet de celui-ci, Benoît Ribadeau-Dumas, tous deux passés aussi par l’ENA, et issus du Conseil d'État. Initialement prévue pour le 15 avril 2019, l'annonce est faite dix jours plus tard en raison de l'incendie de la cathédrale Notre-Dame de Paris.
Emmanuel Macron n'annonce pas formellement la suppression de l'ENA, mais plutôt une réforme visant à supprimer les grands corps de l'État au profit d'un corps unique d'« administrateurs de l'État » ; il ajoute « pour faire la réforme que j’évoquais, il faut supprimer entre autres l’ENA ». Les administrateurs de l'État, recrutés sur concours, ont pour école d'application l'Institut national du service public. Cette réforme suscite le mécontentement et l'opposition des hauts fonctionnaires, qui voient leurs corps placés en extinction, à l'instar des préfets,, des ministres plénipotentiaires et des conseillers des affaires étrangères.
Le 8 avril 2021, le président Emmanuel Macron confirme officiellement, lors d'un discours devant les cadres de la fonction publique, la création du nouvel Institut national du service public, qui "deviendra en quelque sorte le creuset de la formation des cadres de l'État".
L'ordonnance du 2 juin 2021 portant réforme de l'encadrement supérieur de la fonction publique de l'État crée l'INSP, nouvel établissement public administratif national. Le décret réglant le fonctionnement de l'Institut national du service public (INSP) est publié le 1er décembre 2021.
L'INSP est officiellement inauguré par le Premier ministre Jean Castex le 28 janvier 2022 à Strasbourg. L'établissement dispose de locaux à Strasbourg, dans la Commanderie Saint-Jean, et à Paris, avenue de l'Observatoire.

## Formation
L'offre de formation de l'Institut national du service public (INSP) s'inscrit dans la continuité de celle de l'ENA. Elle comprend :
- la formation initiale, ouverte aux lauréats des cinq concours d'entrée, visant à former les hauts fonctionnaires français. D'une durée de 21 mois, elle comprend une phase de stages (à l'international et en France) et une phase de scolarité. En 2023, 2128 candidatures ont été comptabilisées aux concours d’entrée de l’INSP[11] ;
- la formation continue, ouverte aux cadres de la fonction publique ;
- les cycles internationaux, ouverts à des managers publics étrangers[12] ;
- la formation diplômante, avec 2 masters et 2 mastères spécialisés[13].

Dès leur admission à l'INSP, les élèves de la formation initiale deviennent fonctionnaires stagiaires ou sont placés en détachement s'ils étaient déjà fonctionnaires. À ce titre, ils sont rémunérés par l’État et sont soumis aux obligations des fonctionnaires. En contrepartie de l’effort couvert par l’État pour financer leur scolarité, les élèves s’engagent à la fin de leur cursus, à servir l’État pendant une durée minimum de 10 ans. À l'issue de leur scolarité, les élèves deviennent des administrateurs de l'État.

## Concours et scolarité

### Concours d'entrée
Cinq concours d'entrée coexistent à l'Institut national du service public. Ils permettent à des profils diversifiés d’intégrer le cycle de formation initiale de l'INSP.
- le concours externe, ouvert aux titulaires d’un diplôme de niveau bac+3, ou d’une qualification équivalente.
- le concours externe spécial, dit "Talents". Introduit en 2021, il est réservé aux étudiants boursiers les plus méritants et aux demandeurs d'emploi, élèves d'une classe préparatoire "Talents du service public". Les élèves de ce concours sont "bi-inscrits", étant également inscrits au concours externe ;
- le concours externe "Docteurs", ouvert aux titulaires d’un doctorat. Chaque année, un arrêté précise une spécialité pour les épreuves ;
- le concours interne, destiné aux agents publics pouvant justifier de quatre années d’expérience professionnelle, sans condition de diplôme ;
- le troisième concours, s’adressant aux actifs du secteur privé, aux acteurs du monde associatif et aux élus locaux, justifiant de six années d’expérience professionnelle, sans condition de diplôme[16],[17].

Les concours se déroulent en deux temps, avec des épreuves d'admissibilité (jusqu'à cinq épreuves écrites) puis des épreuves d'admission (jusqu'à cinq épreuves orales).
À partir de 2024, le format des épreuves évoluera, visant à rendre le processus de sélection moins académique et plus professionnel. Le nombre d'épreuves orales est diminué, mais le poids de leur coefficient renforcé. Une "voie Orient" est ajoutée dans le cadre de la réforme des concours de la diplomatie française.
| Année du concours | Promotion des lauréats | Places offertes | Inscrits concours externes (externe et bi-inscrits "Talents") | Inscrits concours externe "Talents" | Inscrits concours interne | Inscrits troisième concours | Inscrits concours externe "Docteurs" | Total des inscrits | Présence le premier jour des épreuves écrites |
| ----------------- | ---------------------- | --------------- | ------------------------------------------------------------- | ----------------------------------- | ------------------------- | --------------------------- | ------------------------------------ | ------------------ | --------------------------------------------- |
| 2022              | 2023-2024              | 90              | 1058                                                          | 199                                 | 443                       | 122                         | 134                                  | 1956               | 1186                                          |
| 2023              | 2024-2026              | 90              | 1128                                                          | 202                                 | 430                       | 117                         | 251                                  | 2128               | 1409                                          |
| 2024              | 2025-2027 A            | 60              |                                                               |                                     |                           |                             |                                      | 2323               |                                               |
| 2025              | 2025-2027 B            | 60              |                                                               |                                     |                           |                             |                                      | 2805               | 1415                                          |

### Déroulement de la scolarité
Le déroulement de la scolarité des élèves en formation initiale s'articule en deux phases :
- une phase de stages. Les élèves fonctionnaires réalisent un stage international (en ambassade de France, dans les institutions européennes ou dans des organisations internationales), un stage territoire (en préfecture, en métropole ou en outre-mer) puis un stage dans une PME de leur département d'accueil ;
- une phase de scolarité. Les élèves fonctionnaires suivent des cours visant à les préparer à l’exercice de responsabilités administratives et managériales. Au cours de leur phase de scolarité, les élèves fonctionnaires de la formation initiale sont rejoints par des élèves étrangers et par des officiers de la Gendarmerie nationale et de l'Armée de terre[21].

La durée de la scolarité est de 21,5 mois pour les élèves des promotions 2022-2023 et 2023-2024.
À partir de janvier 2024, la scolarité sera rallongée à 24 mois.

### Taille des promotions
Le nombre d'élèves de l'INSP s'inscrit dans la continuité de celui des promotions de l'ENA, qui avait diminué dans les années 1990 avant d'augmenter au début des années 2000 puis de diminuer et de se stabiliser.
| Promotions                        | Concours externe | Concours externe "Talents" | Concours interne | Troisième concours | Concours externe spécial « docteurs » | Sous-total | Élèves étrangers | Officiers de la Gendarmerie nationale et de l’Armée de Terre | Total |
| --------------------------------- | ---------------- | -------------------------- | ---------------- | ------------------ | ------------------------------------- | ---------- | ---------------- | ------------------------------------------------------------ | ----- |
| Guillaume Apollinaire (2022-2023) | 40               | 6                          | 32               | 7                  | 4                                     | 89         | 26               | 6                                                            | 121   |
| Joséphine Baker (2023-2024)       | 40               | 6                          | 32               | 8                  | 4                                     | 90         |                  |                                                              |       |
| Paul-Emile Victor (2024-2026)     | 40               | 6                          | 32               | 7                  | 5                                     | 90         |                  |                                                              |       |
| Gisèle Halimi (2025-2027 A)       |                  |                            |                  |                    |                                       | 61         | 30               | 10                                                           | 101   |
| 2025-2027 B                       | 27               | 4                          | 22               | 5                  | 2                                     | 60         |                  |                                                              |       |

### Noms des promotions
Dans la continuité des traditions en vigueur à l'ENA, les élèves de l'INSP votent, au cours de leur scolarité, pour déterminer le nom de leur promotion. La procédure est décidée en plusieurs tours de scrutin. Celle-ci est souvent baptisée d'après le nom d'une personnalité célèbre ou d'un concept, une organisation ou une date.
Les noms des promotions successives sont :
- 2022-2023[28] : Guillaume-Apollinaire[29]
- 2023-2024[30] : Joséphine Baker
- 2024-2026 : Paul-Émile Victor[31]
- 2025-2027 A : Gisèle Halimi[32],[33]

## Direction
| Portrait                                                                   | Identité                              | Période          | Période | Durée |
| Portrait                                                                   | Identité                              | Début            | Fin     | Durée |
| -------------------------------------------------------------------------- | ------------------------------------- | ---------------- | ------- | ----- |
| Pas de portrait sous licence libre disponible pour Maryvonne Le Brignonen. | Maryvonne Le Brignonen, (née en 1975) | 1er janvier 2022 |         |       |

| Portrait                                       | Identité                                  | Période     | Période | Durée |
| Portrait                                       | Identité                                  | Début       | Fin     | Durée |
| ---------------------------------------------- | ----------------------------------------- | ----------- | ------- | ----- |
| Ferdinand Mélin-Soucramanien, 30 janvier 2009. | Ferdinand Mélin-Soucramanien (né en 1966) | 9 mars 2022 |         |       |

## Locaux

### Strasbourg
L'Institut national du service public est installé au 1 rue Sainte-Marguerite, à Strasbourg, dans l'ancienne commanderie Saint-Jean. Ces locaux sont occupés par l'École nationale d'administration de 1991 à 2021.

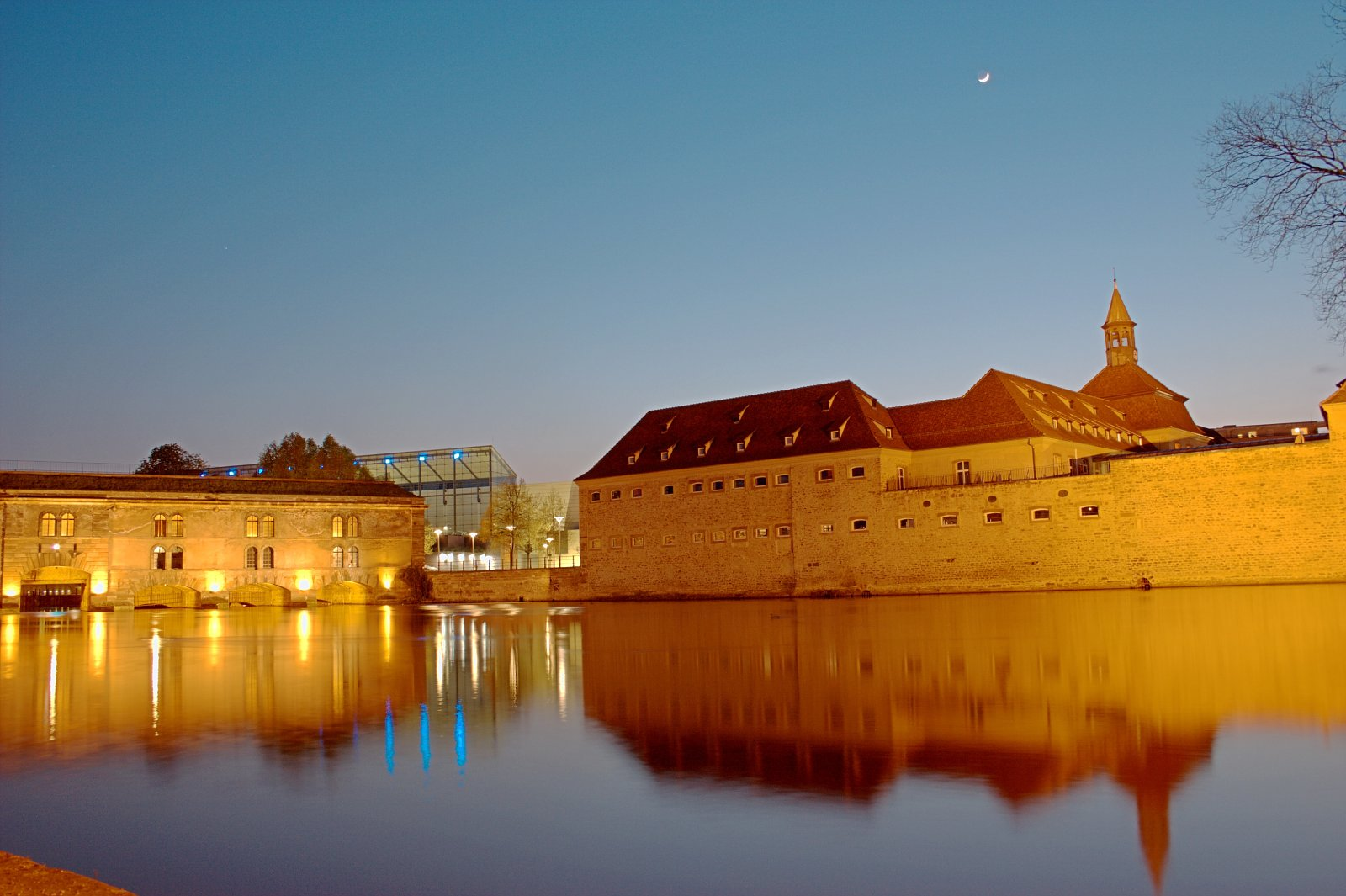
Locaux de l'INSP à Strasbourg, dans l'ancienne commanderie Saint-Jean.

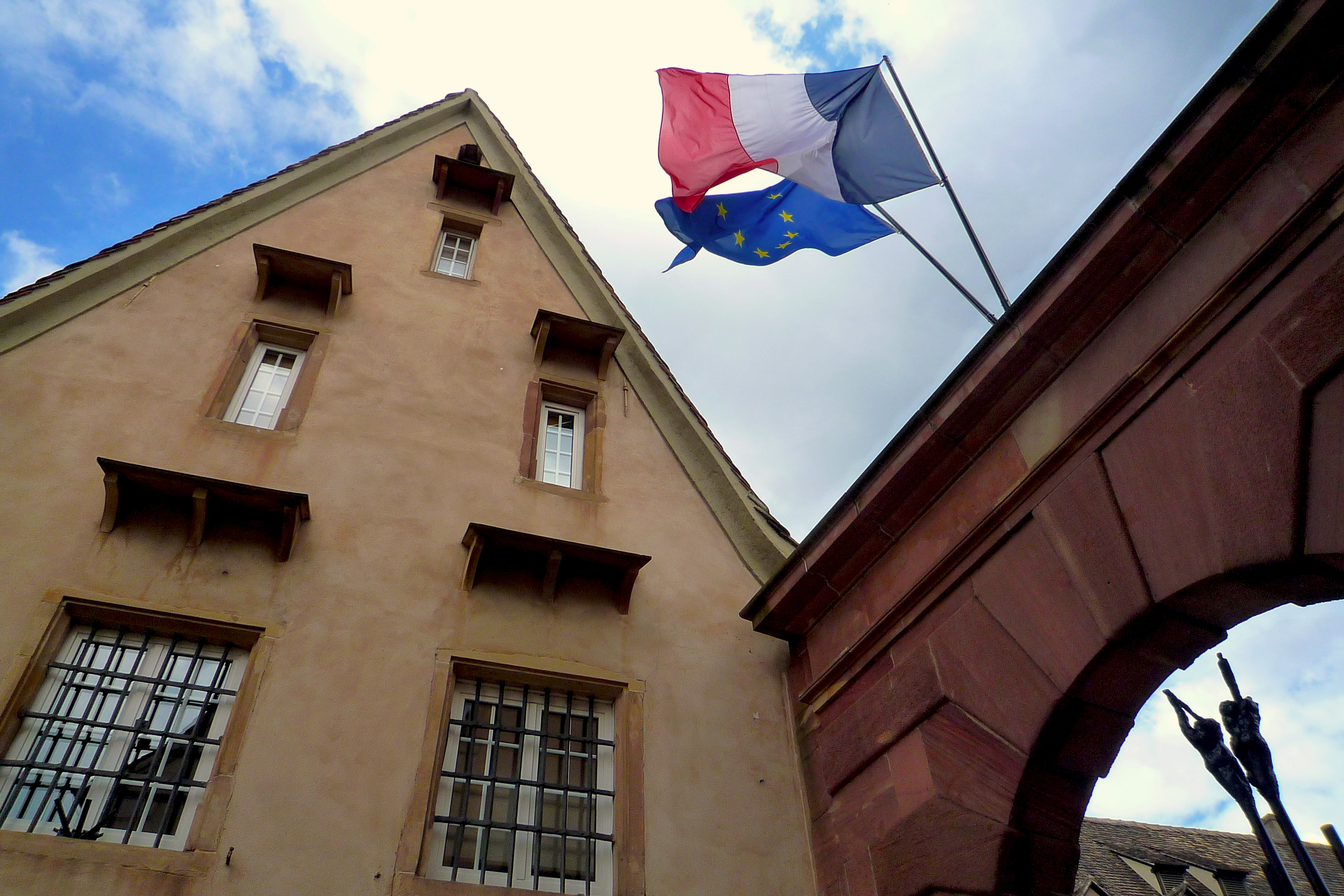
Entrée de l'INSP à Strasbourg.

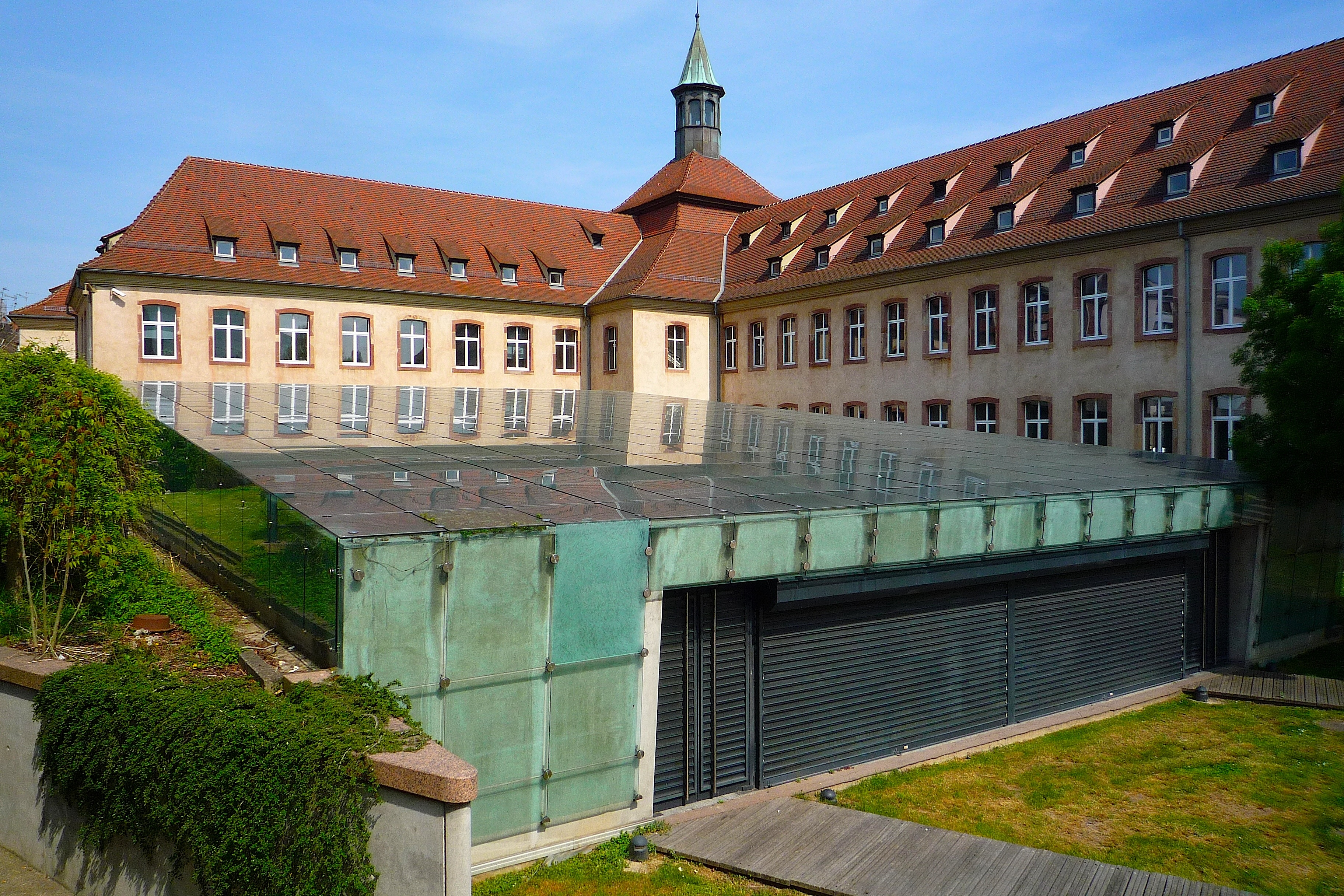
Locaux de l'INSP à Strasbourg.

### Paris
L'INSP dispose également d'une antenne parisienne, située avenue de l'Observatoire, dans des locaux occupés successivement par l'École nationale de la France d'outre-mer (ENFOM), l'Institut international d'administration publique (IIAP) puis l'École nationale d'administration jusqu'en 2021.

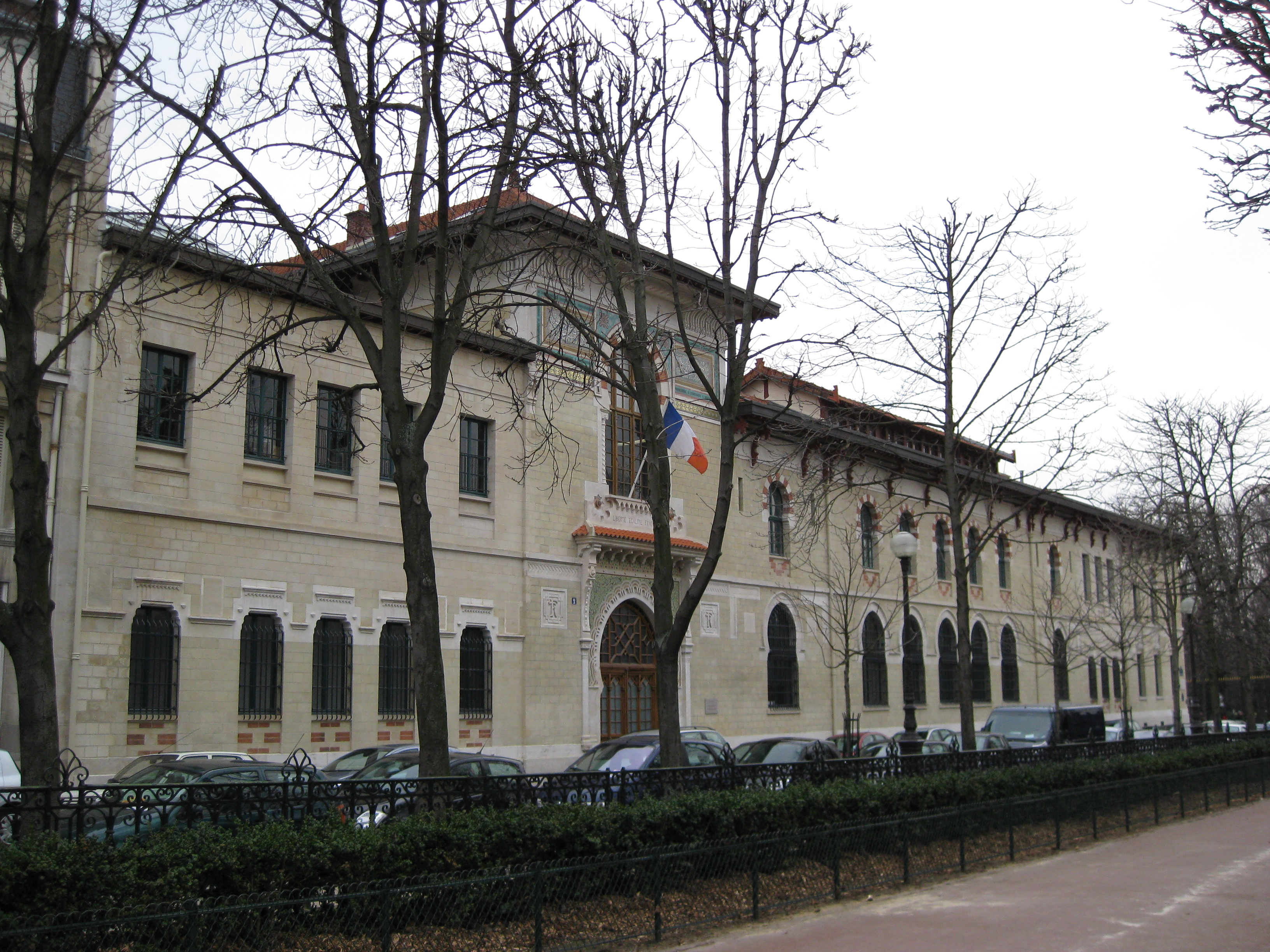
Bâtiment de l'INSP à Paris.

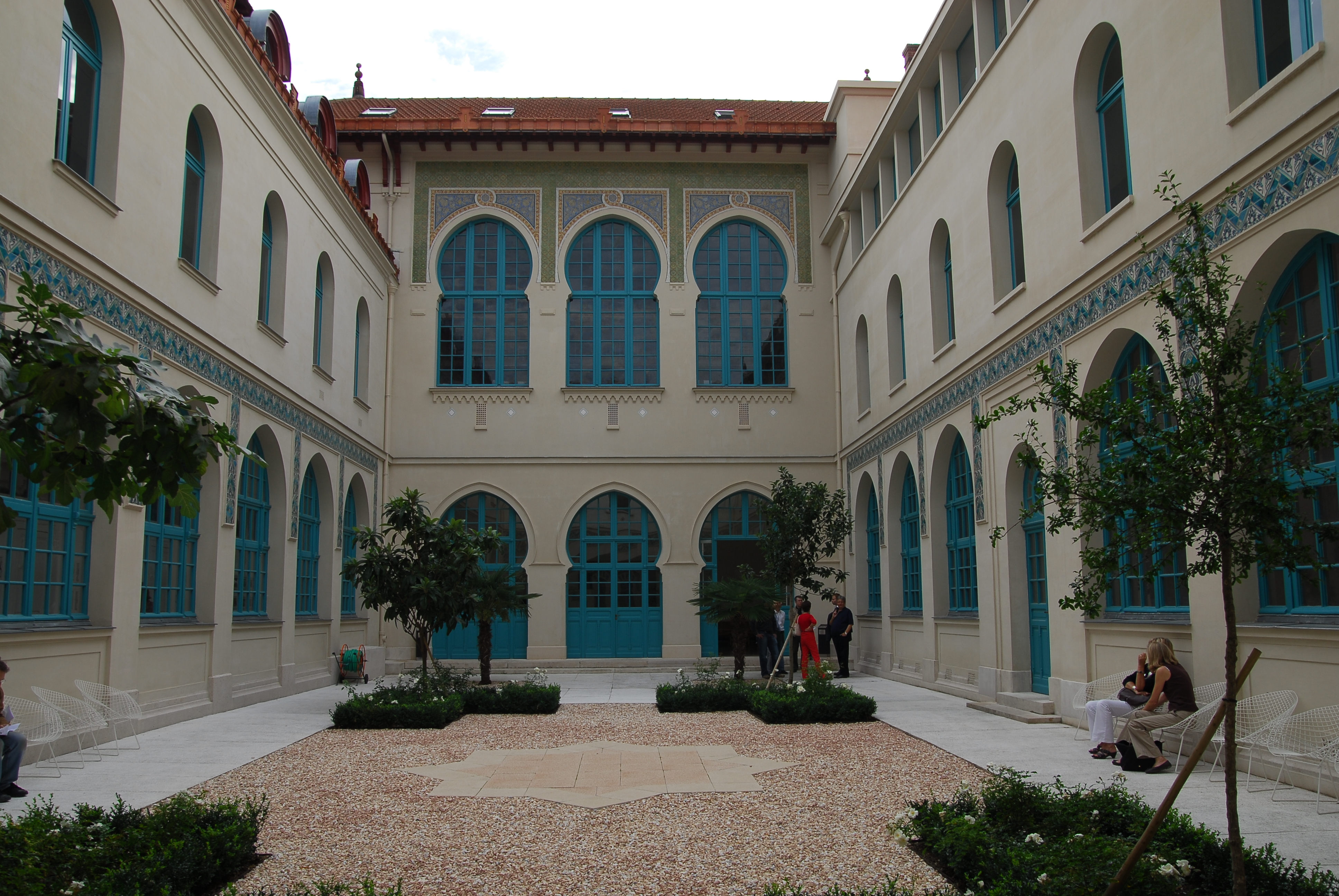
Patio de l'INSP à Paris.

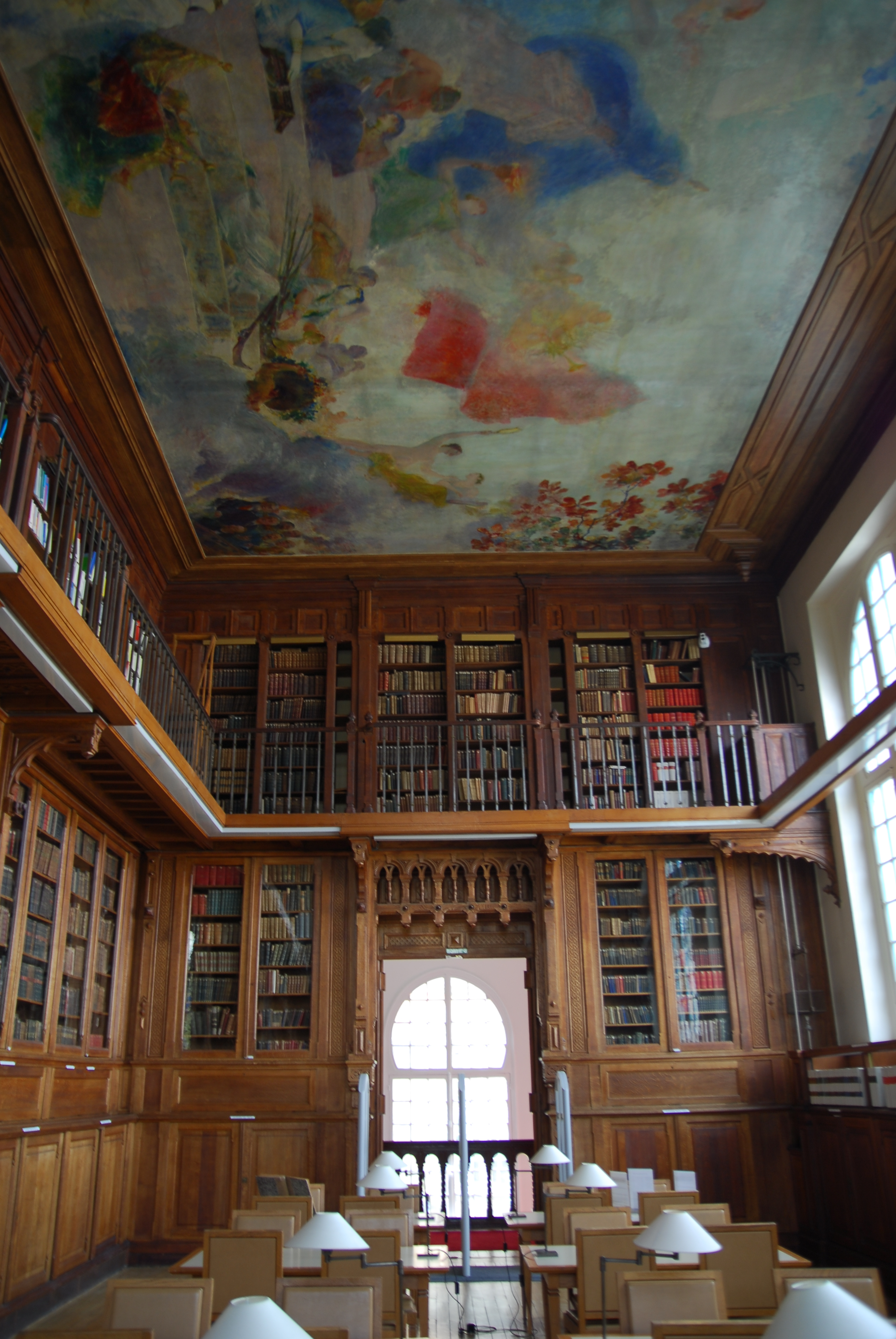
Bibliothèque de l'INSP à Paris.

## Centre de ressources et d'ingénierie documentaire
Deux antennes sont à disposition des élèves de l'Institut : le Centre de documentation de l'antenne parisienne localisé dans la Bibliothèque de l'ancien Institut international d'administration publique et celui de l'antenne de Strasbourg situé dans l'ancienne Commanderie Saint-Jean.
Le centre de ressources est rattaché à la Direction de la recherche depuis 2022. Ces collections sont centrés sur « l’État, l’administration, les institutions, l’action publique et ses grands enjeux et les différentes politiques publiques » et s'ouvrent désormais au grand public via un accès libre au catalogue et son portail de veille documentaire (via la plateforme Scoop.it!).

## Vie associative
L'association SeRViR, sous-titrée « Association des alumni de l'École nationale d'administration et de l'Institut national du service public », regroupe les anciens élèves qui le souhaitent. Elle a pris la suite de l'Association des anciens élèves de l'ENA,.